# تسريبات إيران والعراق (2019)
كانت تسريبات إيران 2019 أو "برقيات إيران 2019" (بالإنجليزية: The Iran Cables (2019)) عبارة عن مشروع تقارير شامل لـ موقع ذا إنترسبت الإخباري بالشراكة مع صحيفة النيويورك تايمز حيث يستعرض بالتفصيل حجم النفوذ الذي تتمتع به إيران على العراق منذ غزو الولايات المتحدة للعراق عام 2003 .     تستند هذه السلسلة من المقالات المتعمقة المنشورة في 18 نوفمبر 2019، إلى تسريب أكثر من 700 صفحة من تقارير المخابرات الإيرانية. وقُدمت هذه التسريبات لـ موقع ذا إنترسبت من مصدر مجهول.